# Sciades neopomerianus
Sciades neopomerianus är en skalbaggsart som först beskrevs av Stefan von Breuning 1957.  Sciades neopomerianus ingår i släktet Sciades och familjen långhorningar. Inga underarter finns listade i Catalogue of Life.